# Леса предгорий Альберты и Британской Колумбии
Леса́ предго́рий Альбе́рты и Брита́нской Колу́мбии (англ. Alberta-British Columbia foothills forests) — экологический регион умеренных хвойных лесов в Канаде.

## Окружение
Этот экорегион покрывает две основные зоны: холмистые предгорья Скалистых гор в Альберте и меньшие по площади холмы и долины центральной Британской Колумбии к западу. Холмы Клир на севере региона являются более крутыми.
Средние температуры варьируются от −0,5 °C до 2 °C, летом средняя температура достигает 14 °C, а зимой падает до −17,5 °C на севере и −10 °C на юге.